# Platu 25
Die Platu 25 (auch Bénéteau 25) ist eine schnelle und wendige Segelyacht von 7,5 m oder 25 Fuß Länge und 2,5 m Breite. Sie hat einen Tiefgang von 1,58 m und bis zu 34 m² Amwind-Segelfläche. Der Spinnaker ist ca. 45 m² groß.
Das Design der Yacht wurde vom Konstruktionsbüro Bruce Farr entwickelt, der es 1996 zunächst als Platu von McDell Marine in Neuseeland konstruieren ließ. Ein Jahr später nahm der französische Hersteller Bénéteau das Boot als Bénéteau 25 in sein Programm auf. Weitere Produzenten folgten und es etablierte sich schließlich die allgemeine Bezeichnung Platu 25.
Unter diesem Namen wurde das Boot 2005 durch die ISAF als Internationale Einheitsklasse anerkannt und im Jahr darauf gründete sich die deutsche Klassenvereinigung. Weitere aktive Klassenvereinigungen gibt es z. B. in Italien, Spanien, Portugal, Griechenland, Österreich, Japan, Thailand sowie in Neuseeland.
Bis 2006 wurden ca. 450 Einheiten gebaut.

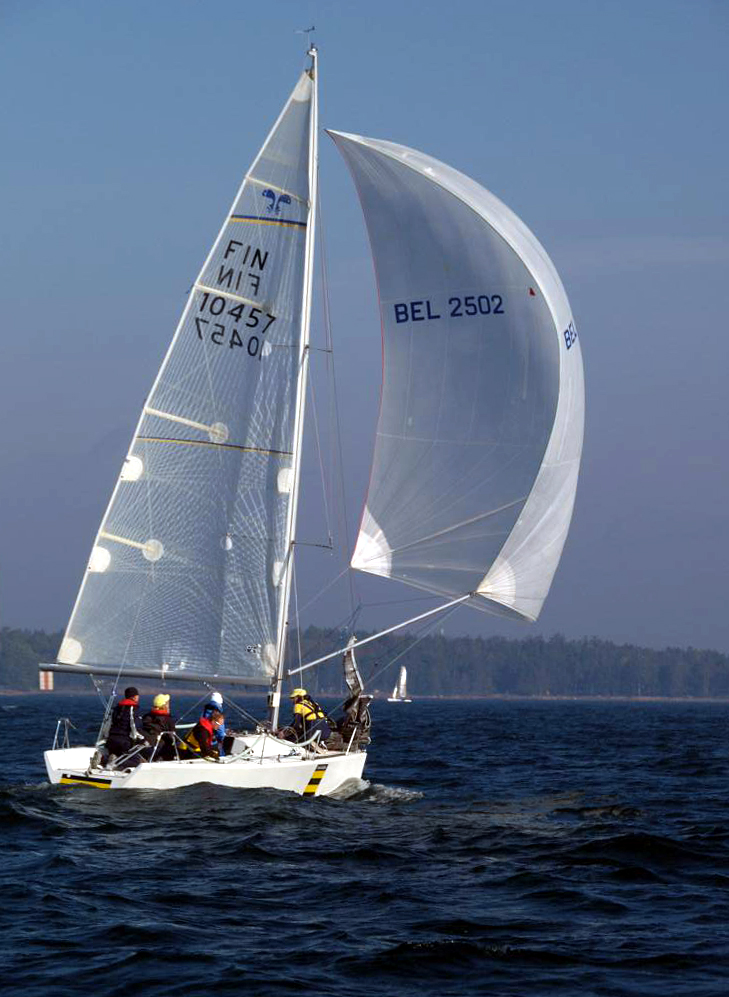
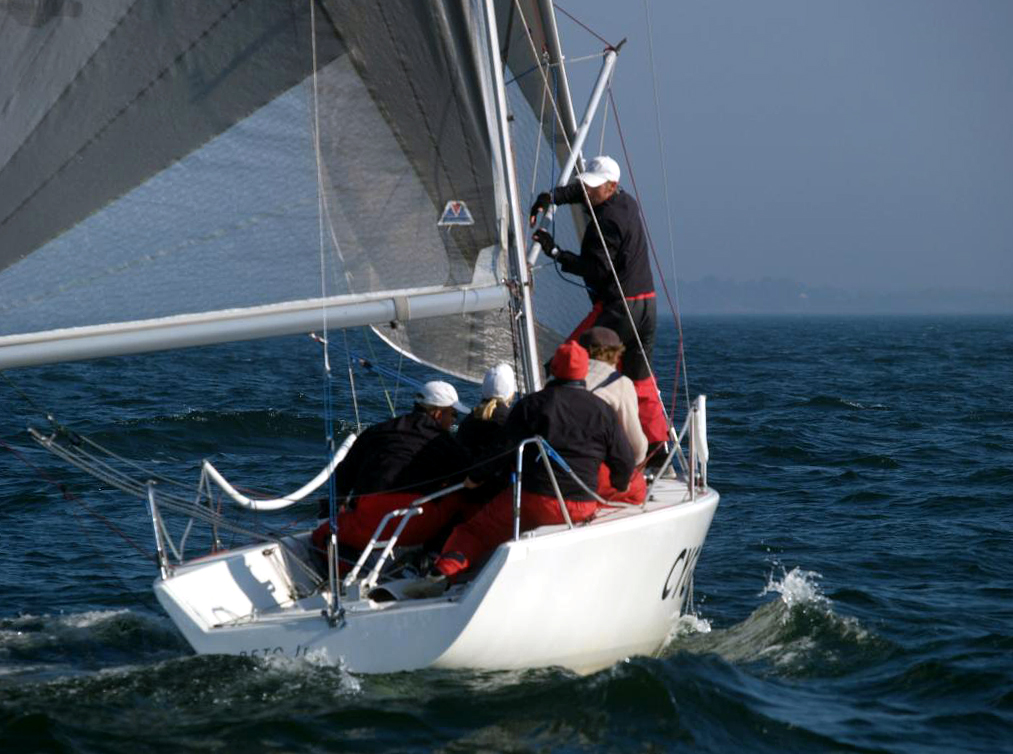
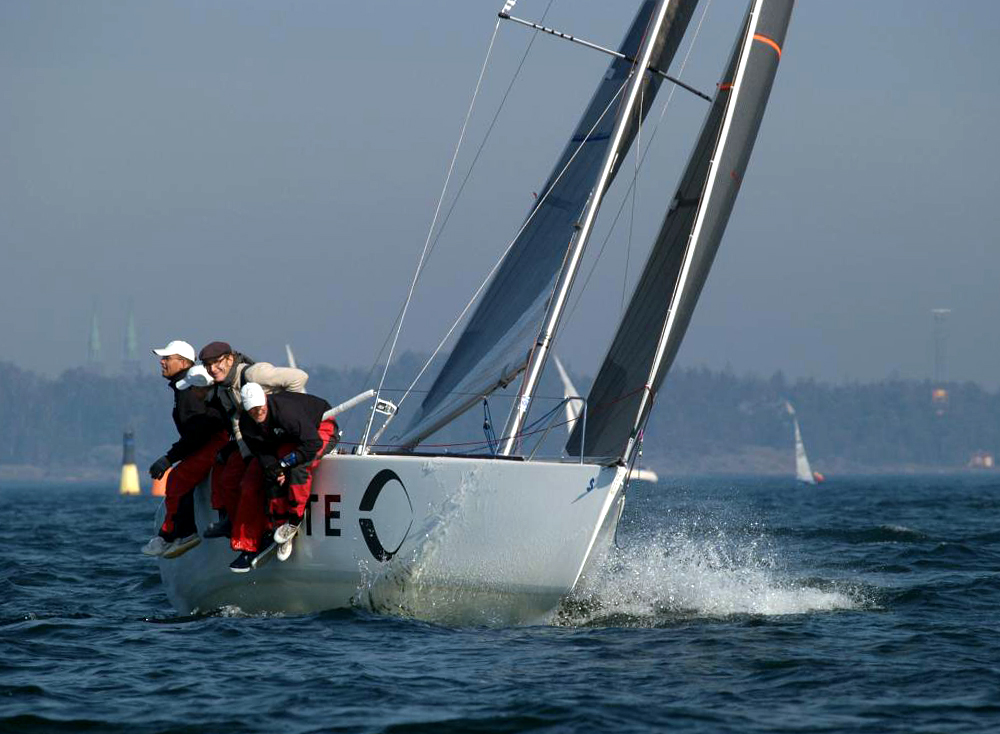